# Челичана
Железара је индустријско постројење где се производи челик. Користи се галванотехника и слични методи.